# Heinrich Wilhelm Schott
Heinrich Wilhelm Schott (Brno, 7 de Janeiro de 1794 — Schönbrunn, 5 de Março de 1865), por vezes referido na forma latinizada do nome como Henricus Guilielmus Schott, foi um botânico austríaco que ganhou renome como especialista da famílias das Araceae, sendo-lhe devida a descrição de vários género e espécies de aroideas, entre as quais se incluem algumas das mais conhecidos e economicamente mais importantes plantas daquela família. Fez parte da Expedição Austríaca ao Brasil (1817-1821).

## Biografia

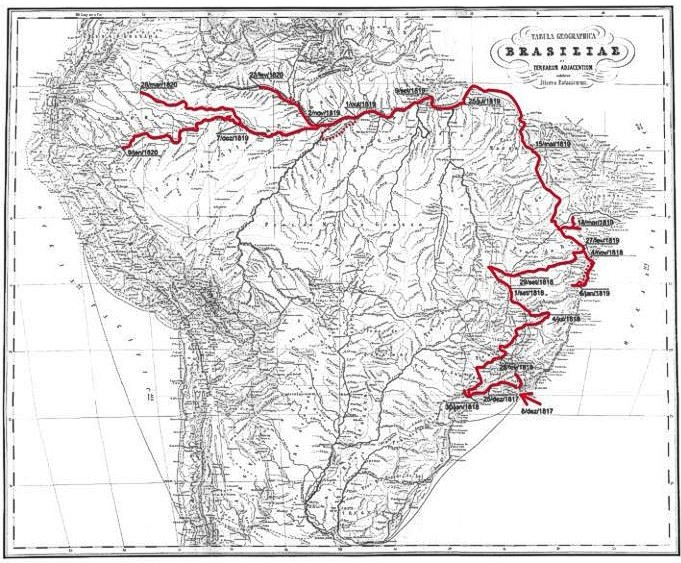
Percurso da expedição de 1817 a 1820

Participou na expedição científica austríaca que visitou o Brasil nos anos de 1817 a 1821. Em 1828 foi nomeado director dos jardins do Palácio de Schönbrunn, nos arredores de Viena, passando a exercer as funções de jardineiro da corte dos Habsburgos. A partir de 1845, Schott dirigiu os jardins e a casa das feras do imperador austríaco, que transforma em 1852 no parque do Palácio de Schönbrunn, seguindo uma concepção à moda dos jardins ingleses da época. Introduziu em Viena diversas plantas brasileiras, as quais depois ganharam aceitação na Europa como plantas decorativas.
Schott também se dedicou ao estudo da flora dos Alpes instalando um jardim alpino no Palácio de Belvedere.

## Obras publicadas
- Meletemata botanica (em colaboração com Stephan Ladislaus Endlicher), 1832
- Rutaceae. Fragmenta botanica, 1834
- Genera Filicum, 1834-1836
- Analecta botanica (em colaboração com Karl Georg Theodor Kotschy e Carl Frederik Nyman), 1854
- Synopsis Aroidearum, 1856
- Aroideae, 1853-1857
- Icones Aroidearum, 1857
- Genera Aroidearum exposita, 1858
- Prodromus systematis Aroidearum, 1860
- Aroideae Maximilianae (editado por Johann Joseph Peyritsch, com gravuras de grande beleza), 1879